# Félix-Émile Taunay
Félix-Émile Taunay, né à Montmorency le 1er mars 1795 et mort à Rio de Janeiro le 10 avril 1881 , est un peintre français.

## Biographie
Le baron Félix-Émile Taunay est le fils du peintre Nicolas Antoine Taunay. Il enseigna le dessin, le grec et la littérature au futur empereur du Brésil, dom Pedro II.
Il épousa Gabriela Hermínia Robert d'Escragnolle, sœur du baron d'Escragnolle, et leur fils fut le célèbre auteur Alfredo d'Escragnolle Taunay, vicomte de Taunay.
Il a été professeur et directeur de l'Académie impériale des beaux-arts, auteur de nombreux travaux scientifiques, membre fondateur de l'Institut historique et géographique brésilien.
Selon le Dicionário de Curiosidades do Rio de Janeiro, il existe un monument érigé en son honneur en face de Cascatinha, dans la forêt de la Tijuca, où il avait une résidence.